# Стримерша Каріна
Стри́мерша Карі́на (справжнє ім'я — Карі́на Ко́зирєва (або Сичова); нар. 31 березня 1998, Бєлгород) — російськомовний стример, летсплеєр і відеоблогер. Одна із популяризаторів жанру «летсплей» у Росії. Веде трансляцію своїх ігор у прямому ефірі («стрими») за допомогою сервісу Twitch, а також канал на відеохостингу YouTube. Глядачі в прямому ефірі роблять Карині добровільні пожертвування («донати») із текстовим повідомленням, яке зачитується голосовим синтезатором. Як пише The Village, в результаті виходить «якась подібність шоу, на характер якого впливає не тільки сам гравець, але і його підписники». Часто повідомлення платників містять образи. Раніше коментарі Каріни відрізнялися неввічливістю і лихослів'ям.

## Життєпис
За твердженням самої Каріни, вона народилася в Росії, до 13 років жила в Бєлгороді. Переїхала до Італії з матір'ю, навчалася в коледжі Istituto Superiore Carlo Dell'Acqua в Леньяно, за професією дизайнер одягу. Захоплюється іграми з 12 років, починала з азійських багатокористувацьких онлайн-ігор (на кшталт Perfect World), в Dota грала з 2013 року.
За словами блогера Олександра Гусара, найперші записи стриму Каріни були витримані в іншому стилі: «Там взагалі інша атмосфера, немає цієї ненависті». Пізніше Каріна, на його думку, почала копіювати інший західний проєкт — агресивний образ дівчини-стримера. Її Twitch-канал створено 14 серпня 2015 року, того ж місяця на ньому з'явилося перше відео. Як сказала Каріна, перші пів року вона вела трансляцію за допомогою iPad (замість вебкамери) та слабкого «двоядерного» ноутбука, за її словами, спочатку це був «некомерційний проєкт» під назвою «Шкурагеймінг» як пародія на інших дівчат-ігрових стримерів, назву «Стримерша Каріна» вигадали інші ЗМІ. Накопичивши грошей, вона придбала потужніший комп'ютер і покращила якість трансляцій, що, на її думку, вплинуло на зростання популярності. Також вона вважає, що її аудиторія виросла завдяки ролику «Лампова тян», який потрапив у великі спільноти «ВКонтакте». Одне з її відео «Сложна, сложна» (укр. Складно, складно) з'явилося в той період у спільноті MDK з сімома мільйонами підписників.
Каріна грала в ігри Dota 2, а також Counter-Strike, H1Z1, Minecraft, League of Legends, Hearthstone та інші Вона реагує на повідомлення глядачів: передає привіти та повітряні поцілунки, показує пальцями «серця», пише у «ВКонтакте», каже «Спасі-бо!», лається у відповідь на образи (її нецензурна відповідь на одне з повідомлень стала мемом: «Иди ***, сука, завали *, *!!!»), але при цьому раніше не блокувала користувачів. Іноді під час трансляцій замість гри готує та вживає їжу. «Российская газета» писала, що користувачі «були в захваті» від нецензурної лексики блогера.
За оцінкою видання TJ, сума пожертв перевищила 850 тисяч рублів за січень 2016 року, а за оцінкою Газета.Ru — це сума за пів року, The Village наводить оцінку російського стрімера, згідно з якою загальна сума склала близько 2 млн рублів. За твердженням телеканалу «Россия-24», її місячний дохід — близько 1 млн рублів. У 2018 році мінімальний розмір пожертвування складав 50 рублів (раніше — 15 і 30 рублів). У репортажі телеканалу «Дождь» говорилося, що максимальна сума пожертвування від одного глядача досягала кількох тисяч доларів; за даними журналу «Афиша», вона склала 3500 доларів. Також за плату у неї можна отримати «сигни» (фото з підписаним аркушем паперу). Каріна отримує прибуток від реклами, вона рекламувала гру War Thunder та інші. Вона зазначила, що не проти політичної реклами у себе, якщо це сприяє розвитку країни та прогресу, а також не є «антинародною ініціативою».
Канал Карини на YouTube має 1,2 млн підписників, сторінка у ВКонтакті — 369 тисяч, канал у Twitch — 738 тисяч, Instagram — 1.1 млн станом на вересень 2020 року. Кількість глядачів онлайн на її каналі Twitch досягала 20 тисяч, що "" вважає «безпрецедентним» рівнем. На початку травня 2016 року її канал Twitch заблокували за якісь порушення, Каріна випустила із цього приводу відео, де вона плаче. Проте 8 травня канал відновив роботу, причин блокування вона присвятила жартівливе відео. Станом на травень 2016 року, за словами одного зі стримерів, популярність Карини хоч і знизилася, але залишалася стабільно високою: її дивилися близько 5-6 тисяч глядачів, а канал мав близько 300 передплатників. Каріна говорила, що ставиться до стрімінгу як до хобі, але для неї це «поступово перетворюється на роботу».
Коментуючи ініціативу депутата Держдуми оподаткувати стримерів і відеоблогерів, видання «Канобу» припустило, що той дізнався про доходи Карини. Під час візиту контент-директора Twitch Джона Кернейджа до Москви журналіст видання Gmbox розповів йому про Каріну, Кернейдж відповів, що йому не важливо, як саме з'являються підписники у каналу.
14 червня 2016 року кількість підписників на YouTube-каналі Карини перевищила позначку в 500 тисяч, чому вона присвятила окреме відео, також заявивши, що планує скоротити кількість стриму до 2-3 разів на тиждень, і більше займатися каналом на YouTube.

Каріна була спеціальним гостем у трансляції турніру The International з гри Dota 2 на майданчику «Однокласники» у серпні 2016 року. Наприкінці серпня провела першу тестову трансляцію своєї гри в соціальній мережі «ВКонтакте» (з 21 вересня «ВКонтакте» офіційно розпочала трансляції ігор, заявивши про початок конкуренції з Twitch). Після чергового короткострокового блокування каналу на Twitch висловила думку про упереджене ставлення американського керівництва компанії до російських стримерів. З 24 травня 2017 року розпочала трансляції на платформі «Однокласники».
30 грудня 2017 року на каналі Карини з'явилося відео з її версією історії.
У квітні 2018 Каріна зазначила, що «стрими» проводить один-два рази на тиждень «виключно заради підписників», багато часу займає підготовка фото та відео, у тому числі для Інстаграм. У 2019 році вона сказала, що стрімінг «така ж робота, як, наприклад, у журналістів».
У червні 2022 року відкрила свій персональний вебсайт із функціями сервісу OnlyFans для продажу інтимних фотографій.

## Оцінки
Блогер Enjoykin присвятив їй витриманий у позитивному тоні музичний кліп «Лампова няша», який набрав на YouTube 60 мільйонів переглядів (станом на 25 січня 2022). Lenta.ru озвучила гіпотезу, що сам Enjoykin, ймовірно, якимось чином пов'язаний з Каріною.
У 2016 році Lenta.ru назвала її «неоднозначною та одіозною зіркою Рунету», «The Village» — відомим популяризатором жанру летсплею в Росії, «Афиша» — «скандально відомою стрімершою», «Канобу» — «кривим дзеркалом Рунету», представник компанії Yoola (раніше — VSP Group) — «флагманом Twitch».
Оглядач телеканалу «Дождь» Павло Лобков охарактеризував проєкт Каріни як фінансово успішний стартап, а саму Каріну назвав «it-girl». Ксенія Собчак оцінила переїзд Карини до Італії як «відтік мізків» з Росії.
На думку наукового співробітника НДУ ВШЕ Поліни Колозаріді, в економічній частині проєкта Карини «втілено ідею про те, щоб в інтернеті авторам платили за їх контент безпосередньо, минаючи видавців чи продюсерів».
Казахстанський політолог Антон Морозов навів Каріну як приклад героя в інтернетному світі молоді, який нині погано вивчений: «Там своя мовна політика та свій сленг. Своя економіка, причому із реальними грошима. Там свої герої та антигерої».
Опозиційний відеоблогер Дмитро Іванов (kamikadze_d) стверджував, що Каріна як летсплеєр, перебуваючи на «верхівці харчового ланцюга» YouTube, отримує «дуже багато бабла, але їй все мало». Сама Каріна називала чутки про доходи дуже перебільшеними.
У 2017 році відеоблогер Микола Соболєв назвав Каріну «найяскравішим персонажем у російськомовному сегменті Твіча», при цьому він припускає, що це насамперед був комерційний проєкт для отримання прибутку. На його думку, на це вказують: дороге геймерське крісло та професійний мікрофон Каріни, її модель поведінки, просування роликів в інтернеті (сама Каріна оспорює цю думку).